# Spandauer SV

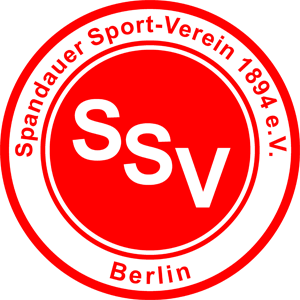

Spandauer SV was een Duitse voetbalclub uit Spandau, een stadsdeel van de hoofdstad Berlijn.

## Geschiedenis
Op 24 mei 1894 werd 1. Spandauer Fußballklub Triton opgericht. De club speelde in 1901/02 in de competitie van de Markse voetbalbond. De club plaatste zich voor de eindronde, maar verloor daar alle drie de wedstrijden. Hierna slaagde de club er niet meer in in de hoogste klasse te spelen. De club wisselde naar de sterkere Berlijnse voetbalbond en in 1909/10 nam de club deel aan de eindronde om promotie. De club eindigde samen met Tennis Borussia tweede en speelde nog een extra play-off om de tweede promovendus aan te duiden, Triton verloor. 
In 1920 fuseerde de club met Spandauer SC Germania 1895 en nam zo de naam Spandauer SVgg 94/95 aan en werd een vaste waarde in de Brandenburgse competitie, waar de club vaak in de top 5 eindigde.
Na de reorganisatie van de competitie in 1933 werd de Gauliga gevormd en speelde de club in de Gauliga Berlin-Brandenburg alvorens te degraderen in 1936. In 1939 keerde de club voor één seizoen terug.
Na WOII werd de club heropgericht als SG Spandau-Altstadt, dan speelde de club in de hoogste klasse van Berlijn, de Berliner Stadtliga. Eind 1949 nam de club zijn huidige naam aan. De club degradeerde één seizoen, maar kon terugkeren. De titel werd nooit behaald wel enkele tweede plaatsen en won tussen 1954 en 1956 drie keer op rij de Beker van Berlijn.
In 1963 werd de Bundesliga opgericht en was Hertha BSC Berlin de enige club uit Berlijn die in de Bundesliga mocht spelen. Spandauer speelde in de Regionalliga Berlin de volgende 11 seizoenen. In 1965 werd Hertha een licentie geweigerd en degradeerde, maar men wilde een club uit Berlijn in de 1ste klasse hebben en nadat Tennis Borussia Berlin (de kampioen) er niet in slaagde te promoveren in de eindronde werd de plaats aan Spandauer aangeboden, maar de club weigerde de plaats. SC Tasmania 1900 Berlin nam de plaats in en schreef geschiedenis als slechtste Bundesliga-club ooit.
In 1974 werd de Regionalliga afgeschaft en nam de 2. Bundesliga de plaats over. Spandauer kwalificeerde zich hier niet voor en speelde het volgende seizoen in de Amateurliga Berlin. De club kon promotie afdwingen naar de 2de klasse. Maar daar moest de club het zoals in het verleden niet opnemen tegen zwakkere teams uit Berlijn, maar sterkere teams en de club beleefde een al even slechts seizoen als Tasmania Berlin in de 1ste klasse en won slechts 2 wedstrijden en speelde 4 keer gelijk.
De volgende 23 seizoenen speelde de club in de Amateurliga. Door financiële problemen in 1999 werd de licentie van de club ingetrokken en moest Spandauer naar de Verbandsliga degraderen. In 2007 promoveerde de club naar de NOFV-Oberliga, toen nog de vierde klasse, en speelde daar twee seizoenen. Na twee opeenvolgende degradaties verzeilde de club in de Landesliga, door de invoering van de 3. Liga nog maar de zevende klasse. Spandau begon met 13 opeenvolgende nederlagen, maar maakte met een nieuwe trainer wel een goede remonte en haalde 33 punten uit de laatste zeventien wedstrijden, echter was dit één punt te weinig om het behoud te verzekeren, ten voordele van BFC Alemannia 90 Wacker en de club degradeerde een derde keer op rij. In de Bezirksliga werd de club meteen kampioen en keerde terug naar de Landesliga. De club kwam in zware financiële problemen en vroeg in april 2014 het faillissement aan. In seizoen 2014/15 begon de club met dertien nederlagen op rij en trok in november 2014 het eerste elftal terug uit de competitie en op 8 december 2014 werd de vereniging uit het verenigingsregister geschrapt en opgeheven.